# Dassault Ouragan
Dassault M.D.450 Ouragan byl francouzský jednomotorový stíhací a stíhací bombardovací letoun vyvinutý firmou Avions Marcel Dassault, předchůdce dnešního výrobce Dassault Aviation, ve 40. letech 20. století. Přestože svými výkony nebyl tento letoun úplnou světovou špičkou, hrál důležitou roli v obnově francouzského leteckého průmyslu po druhé světové válce (ovšem jednoznačně jej po stránce výkonů překonávaly pouze sovětský MiG-15 a americký F-86 Sabre, na straně druhé ale měl dobré letové vlastnosti).

## Vývoj

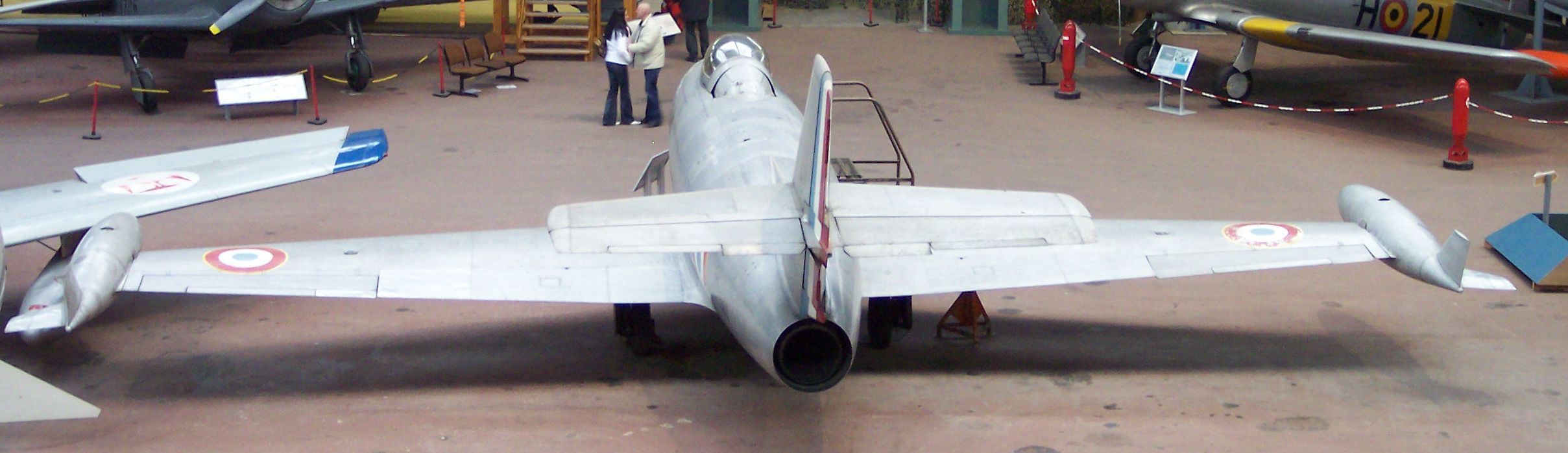
Ouragan v barvách Armée de’l Air

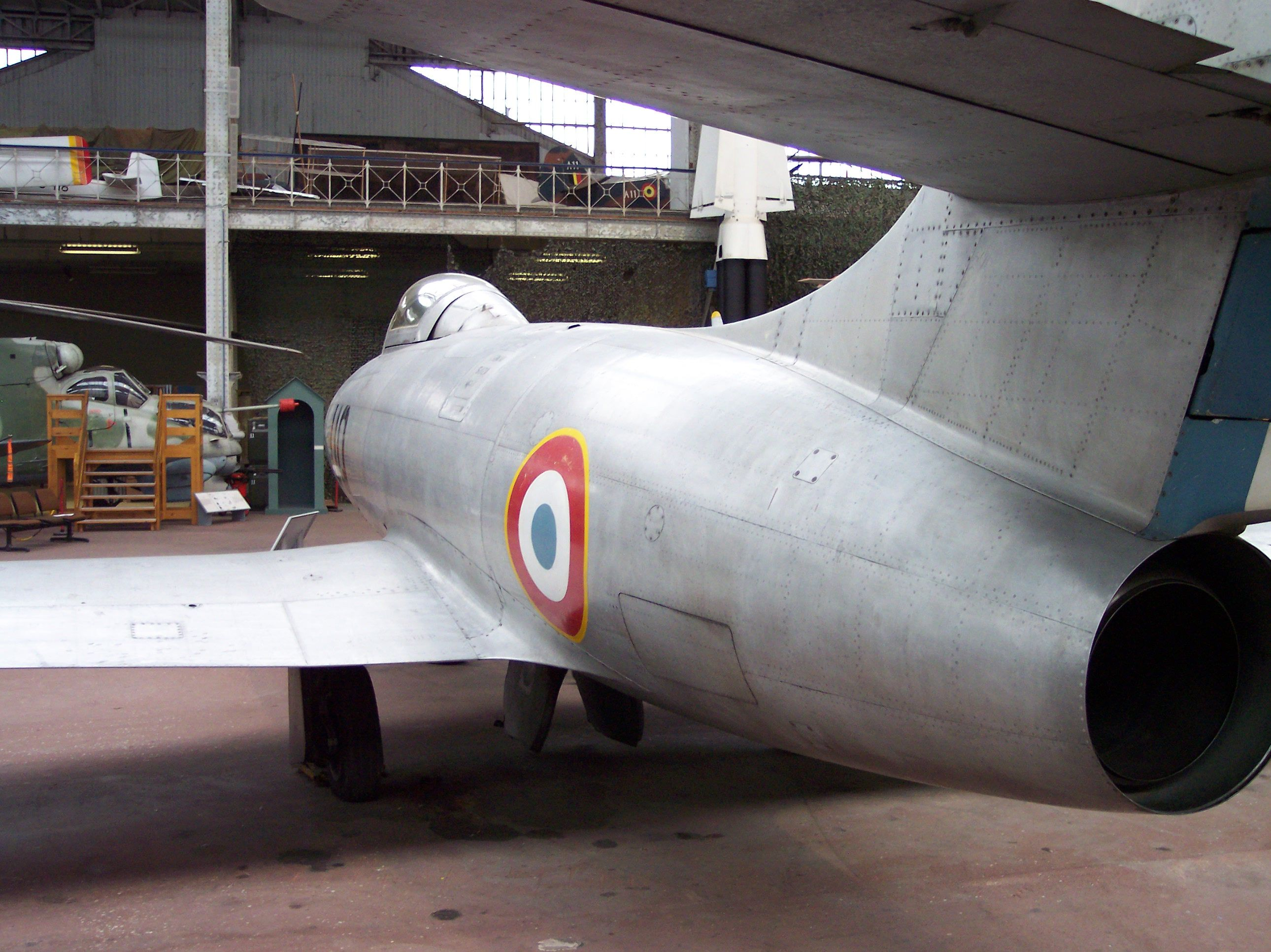
Detail výstupní trysky

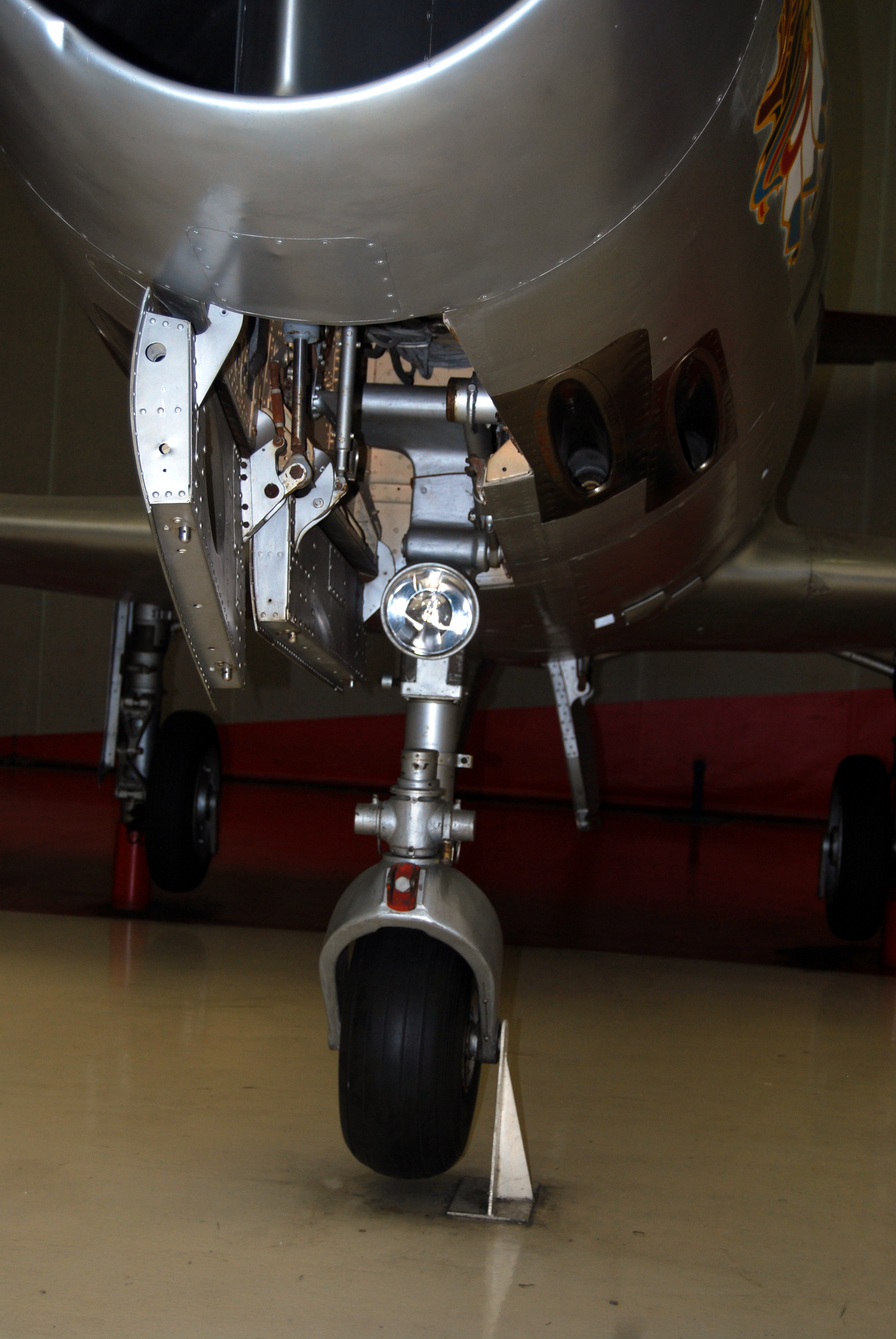
Příďová podvozková noha stroje Dassault Ouragan

Francouzský letecký průmysl během okupace za druhé světové války z části ztratil kontakt se špičkou technického vývoje v letectví. Letecký konstruktér Marcel Dassault, před válkou konstruující letouny pod vlastním jménem Marcel Bloch, se po ukončení války rozhodl vyvinout nový proudový letoun, který také v roce 1947 navrhl. Reakce francouzské vlády na projekt byla pozitivní, ale přesto nebyla stavba letounu objednána. Dassault se proto rozhodl pokračovat ve vývoji letounu na vlastní náklady.
Práce na vlastní konstrukci letounu, který byl mezitím označen jako M.D.450, začala v prosinci roku 1947. Konstrukce vycházela z motoru Rolls-Royce Nene, jehož licenční výroba se ve Francii připravovala, „kolem“ něho byl navržen trup s kruhovým průřezem, pilotní kabinou na přídi, a s příďovým zatahovacím podvozkem. Kritické Machovo číslo bylo zvýšeno použitím šípovitých ocasních ploch a mírně šípového křídla — šípové křídlo se mimo jiné vyznačuje také některými nectnostmi, jako jsou špatné vlastnosti na vysokých úhlech náběhu, či stáčení proudnic podél rozpětí (což záporně ovlivňuje funkci křidélek), přitom prostředky zlepšující tyto negativní vlastnosti šípového křídla (aerodynamické plůtky, či tzv. „psí zuby“, tj. lomená náběžná hrana křídla) ještě nebyly všeobecně známy. (Konstruktéři Dassaultu se tak vyhnuli většině těchto problémů, které se negativně projevují na řiditelnosti a ovladatelnosti stroje při malých rychlostech, tedy hlavně během vzletu a přistání.) Stavba prototypu byla zahájena 7. dubna 1948 v Dassaultově továrně na západním předměstí Paříže v Saint-Cloud. Až 29. června 1948 byla přidělena oficiální zakázka na stavbu tří prototypů. K prvnímu letu prototypu došlo 28. února 1949. Pilotoval ho přitom zkušební pilot Constantin Rozanoff.
Prototyp, označený M.D.450-01, nebyl vybaven přetlakovou kabinou, neměl výzbroj, a ani později pro stroj typické palivové nádrže na koncích křídla. Poháněl ho proudový motor Rolls-Royce Nene 102 o tahu 22,24 kN. Letoun s ním během zkušebních testů dosáhl rychlosti 980 km/h a stoupavosti 43 m/s. V dubnu 1949 byl první prototyp odeslán do zkušebního letového střediska francouzského letectva v Brétigny. Palivové nádrže s objemem po 425 l na koncích křídla se u letounu objevily v prosinci 1949, instalované v mateřské továrně. Testy pokračovaly do 2. května 1950, kdy s M.D.450-01 pilot Boudier přistál nouzově na břicho. Po opravě byl stroj předán jako učební pomůcka škole mechaniků v Rochefortu.
Druhý prototyp M.D.450-02 létal v květnu 1949 a měl již přetlakovou kabinu, výzbroj a vystřelovací sedadlo Martin-Baker. Dokázal při testech vystoupat do výšky 15 000 m. Po pařížském aerosalonu 1949 byl předán zkušebnímu středisku v Marignane. V únoru 1950 byl také poškozen při přistání, po opravě ve zkouškách pokračoval až do roku 1953. V roce 1977 se stal majetkem Musée de l'Air.
Třetí prototyp M.D.450-03 byl zalétán v červnu 1950 ve Villaroche. Byl použit pro testy protizemních raket a 15mm a později 20mm kanónů. Po ukončení zkoušek byl v roce 1954 sešrotován.
V červenci roku 1949 objednalo Francouzské letectvo stavbu 15 předsériových Ouraganů (dokončeno bylo 12), které byly určeny pro pokračování zkoušek a další vývoj. M.D.450-1 poprvé vzlétl 30. listopadu 1950 a zkoušel se v Cazaux. Prvních osm exemplářů, M.D.450-1 až M.D.450-8, mělo odpovídat sériovému provedení budoucích standardních Ouraganů Armée de l'Air. Byly dokončeny do 12. září 1951, kdy vzlétl poslední z nich.
Na M.D.450-3 se později zkoušel motor Nene se zařízením pro přídavné spalování HS-403, které zvyšovalo tah na 30,70 kN. V tovární dokumentaci nesl také označení MD-450-NR. Při vývoji proudových motorů Hispano-Suiza sloužil do roku 1955.
M.D.450-4 byl použit při pevnostních lámacích zkouškách, na M.D.450-5 se testovala kanónová a raketová výzbroj. Předsériový M.D.450-6 byl využit při testech elektricky ovládaných vyvažovacích plošek na kormidlech. M.D.450-7 létal s motorem Rolls-Royce Tay, jehož licenční výrobu společnost Hispano-Suiza připravovala. Osmý předsériový letoun, označovaný také MD-450R, byl fotoprůzkumnou variantou s pouzdrem na kamery pod trupem a závěsníky na přídavné nádrže pod křídlem. Později byl přestavěn na standardní Ouragan a předán francouzskému letectvu.
M.D.450-9 ověřoval možnost použití stroje jako stíhacího-bombardovacího. Pod každou polovinu křídla bylo možno zavěsit 450 kg pumu, čímž dosáhl nejvyšší vzletové hmotnosti z doposud vyrobených Ouraganů. M.D.450-10 poprvé vzlétl 25. listopadu 1952 a byl využíván do roku 1957 k ověřování zbraňových systémů. M.D.450-11, označený také MD-450-30-L byl vybaven dvojicí nových kanónů DEFA ráže 30 mm a novou přídí. Vstupní otvor na přídi byl nahrazen dvěma na bocích trupu.
M.D.450-12 a dodatečně přiobjednaný předsériový M.D.450-13 byly poháněny prvními letovými exempláři francouzského proudového motoru SNECMA Atar 01 a 02 s osovým kompresorem. Instalace nových motorů si vyžádala množství vnitřních úprav vzduchových kanálů, závěsů motoru a výfukového potrubí.
31. srpna 1950 získal Dassault objednávku na stavbu 150 sériových Ouraganů a dalších 200 bylo objednáno v letech 1951 a 1952. Třetí objednávka stokusová série byla převedena na typ M.D.452 Mystére II.
Z kapacitních důvodů se na sériové výrobě letounů podílela řada subdodavatelů. Státní podnik SNCASE v Toulouse vyráběl přední části trupu, továrny SNCASO v Saint-Nazaire a v Bougenais dodaly 365 zadních částí trupových skořepin a 373 sad křídel. Dassaultovy podniky v Bordeaux-Mérignac stavěly střední části trupu a v Argenteuil ocasní plochy. Závěrečná montáž probíhala v Mérignacu. Pohonné jednotky a výzbroj dodávala společnost Hispano-Suiza, podvozky firma Messier.
První sériový Ouragan (výrobní číslo 101) vzlétl 5. prosince 1951, za jehož řízení usedl zalétávací pilot Constantin Rozanoff. První Ouragany (101 až 105) měly britské motory Nene 100, další (106 až 135) Nene 102A a Ouragany výrobních čísel 136 až 187 poháněly motory Nene 102B, sestavované ve Francii z dílů vyrobených společností Rolls-Royce. Následující stroje od výrobního čísla 188 měly instalovány pohonné jednotky celofrancouzské výroby Nene 102C, od výrobního čísla 237 pak Nene 104. Na letounu výrobního čísla 136 byla pokusně testována výzbroj čtyř kulometů Browning ráže 12,7 mm.

## Služba

### Francie

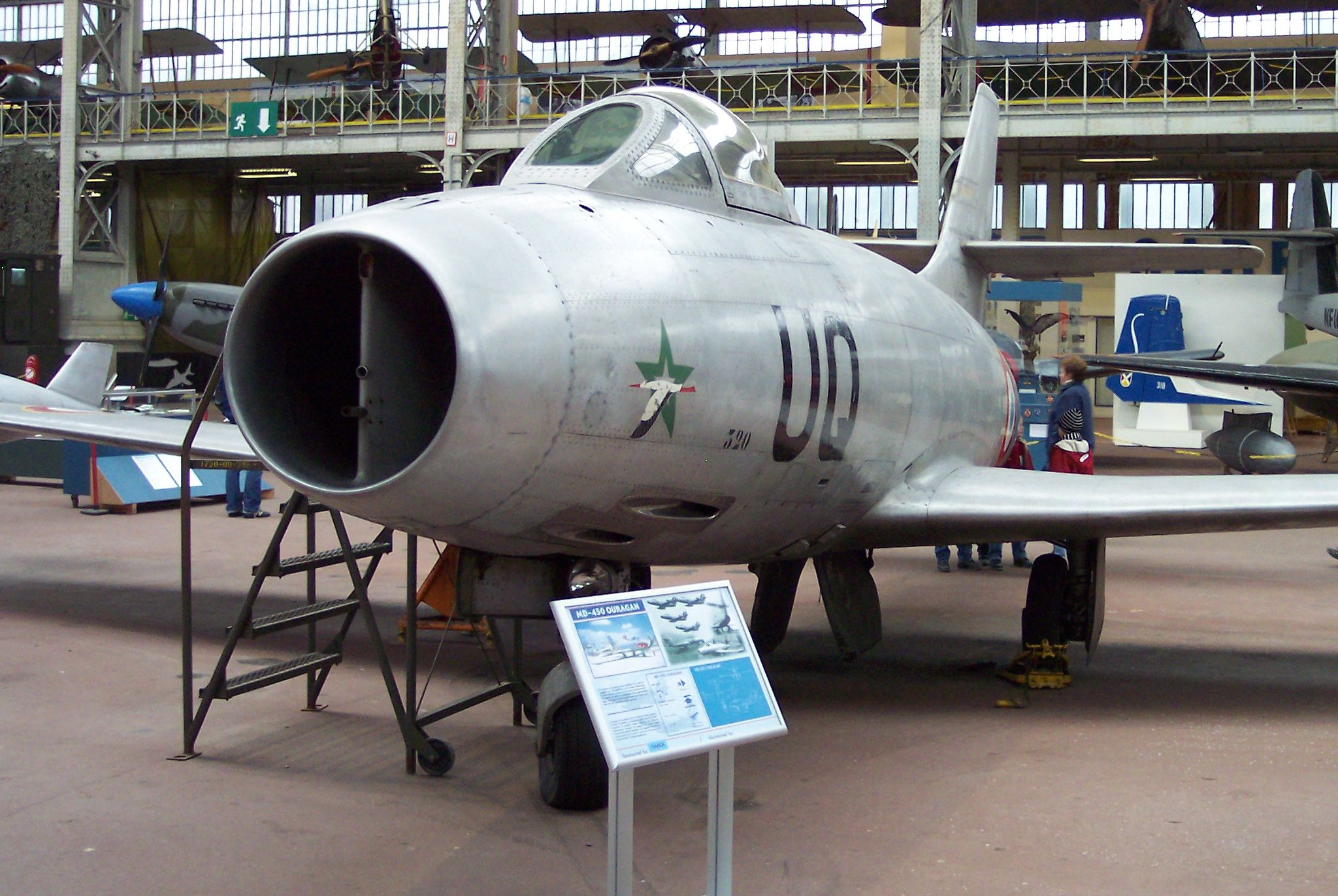
Dassault Ouragan v muzeu

Do služby ve francouzském letectvu byl typ přijat v roce 1952, kdy nahradil britské letouny de Havilland Vampire u 12. eskadry. Následně pak Ouragany tvořily výzbroj tří Escadres de Chasse. 2. eskadra byla dislokována v Dijonu a 4. eskadra v Bremgartenu v NSR. Obě podléhaly spojenému velení NATO. 12 eskadra měla základnu v Cambrai a patřila k protivzdušné obraně Francie.
2. eskadru tvořila křídla I/2 „Cicognes“, II/2 „Côte d'Or“ a III/2 „Alsace“, 4. eskadru pak křídla I/4 „Dauphine“, II/4 „Lafayette“ a III/4 „Flandres“. 12. eskadra s Ouragany byla složena z křídel I/12 „Cambrésis“, II/12 „Picardie“ a III/12 „Cornouaile“. Všechny tři eskadry v roce 1955 vyměnily Ouragany za modernější stroje.
Ouragany sloužily rovněž v leteckých školách č. 701 v Salon-de-Provence, č. 705 v Tours a č. 708 v Meknes.
Piloti letoun hodnotili jako příjemný na ovládání a stabilní při střelbě. Naopak kritizován byl sklon letounu dostat se při utažené zatáčce do vývrtky. Po dva roky tyto letouny používala akrobatická skupina Patrouille de France.
Ve Francii nejdéle sloužily Ouragany do roku 1964, především ve skušebních letových střediscích v Brétigny, Marignane, Istres a Cazaux. Za deset let používání ztratilo francouzské letectvo celkem 52 Ouraganů, většinou chybou pilotáže.

### Indie

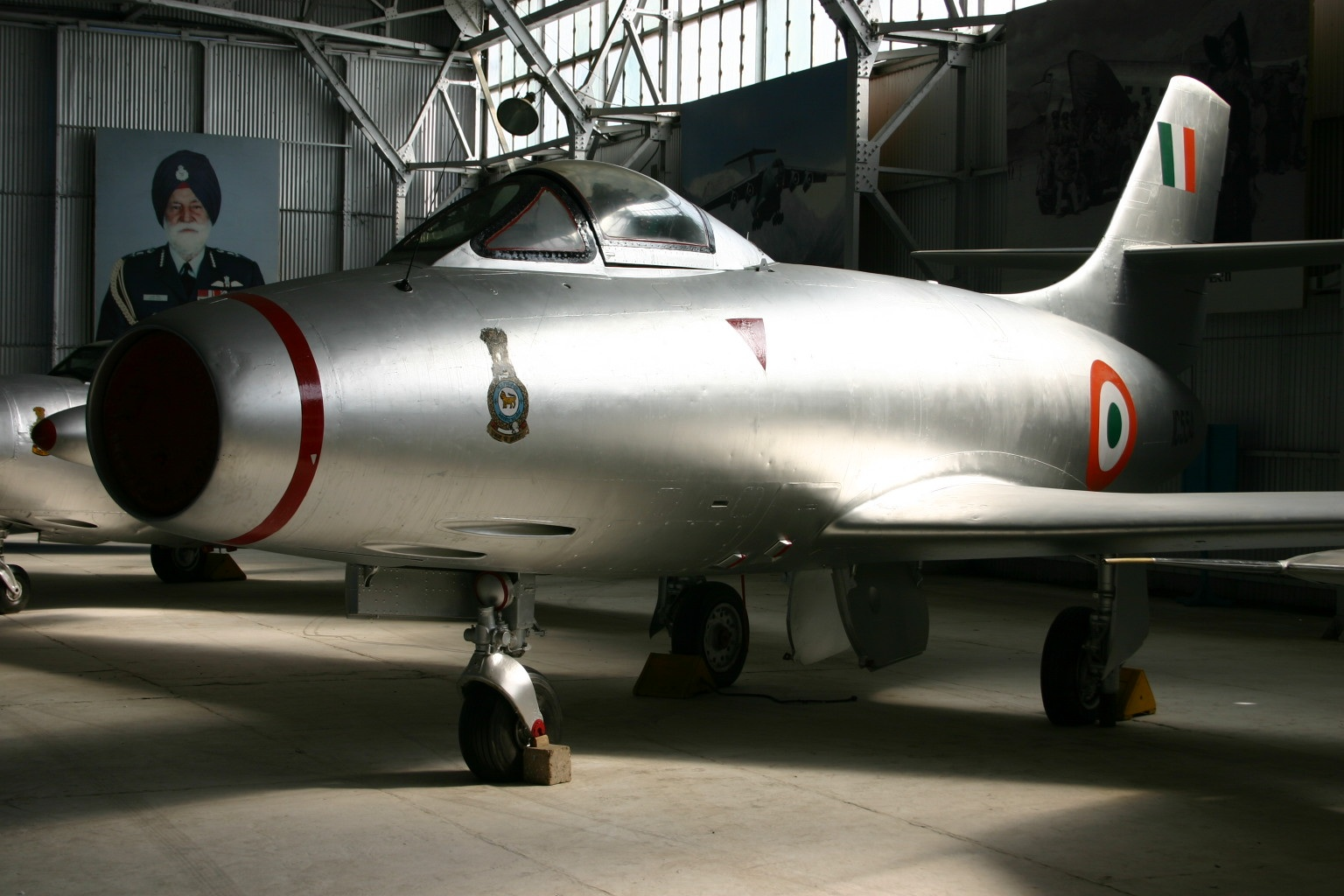
Indický Dassault M.D.450 Ouragan

Indie 25. června 1953 objednala dodávku 71 Ouraganů (sériová čísla IC553 až IC623), vybavených výkonnějším motorem Hispano-Suiza Nene 105 s tahem 23,28 kN a kanóny Hispano Mk.V britské výroby. První čtyři Ouragany přelétly z Istres do Dillí v říjnu 1953. Zbytek objednaných letounů přivezla do Bombaje francouzská doprovodná letadlová loď Dixmunde v listopadu. V roce 1957 bylo zakoupeno dalších 33 Ouraganů (IC662 až IC704) z druhé ruky, takže jich Indie získala celkem 104. V indickém letectvu měly Ouragany jméno Toofani, význam označení se ale nezměnil. Stroje se staly výzbrojí 3. 4. a 8. squadrony indického letectva. Od roku 1958 indické Ouragany nahradil typ Dassault Mystère IVA u squadron č. 3 a 8 a ze zbývajících Toofani byly složeny squadrony č. 29 „Scorpions“ a 47 „Archers“. Indické Ouragany se dostaly do boje v roce 1961, kdy podnikly letecké útoky proti portugalské kolonii Díu na ostrově na západním pobřeží Indie, jež Indie obsadila a okupovala. Účastnily se také pohraničního střetnutí s čínskou armádou v roce 1962. Ještě v roce 1965 hlídkovaly při východopákistánské krizi. Poslední operační squadrona č. 47 dolétala Toofani v roce 1966, do roku 1971 sloužily jako cvičné. Následujícího roku byly sešrotovány.

### Izrael

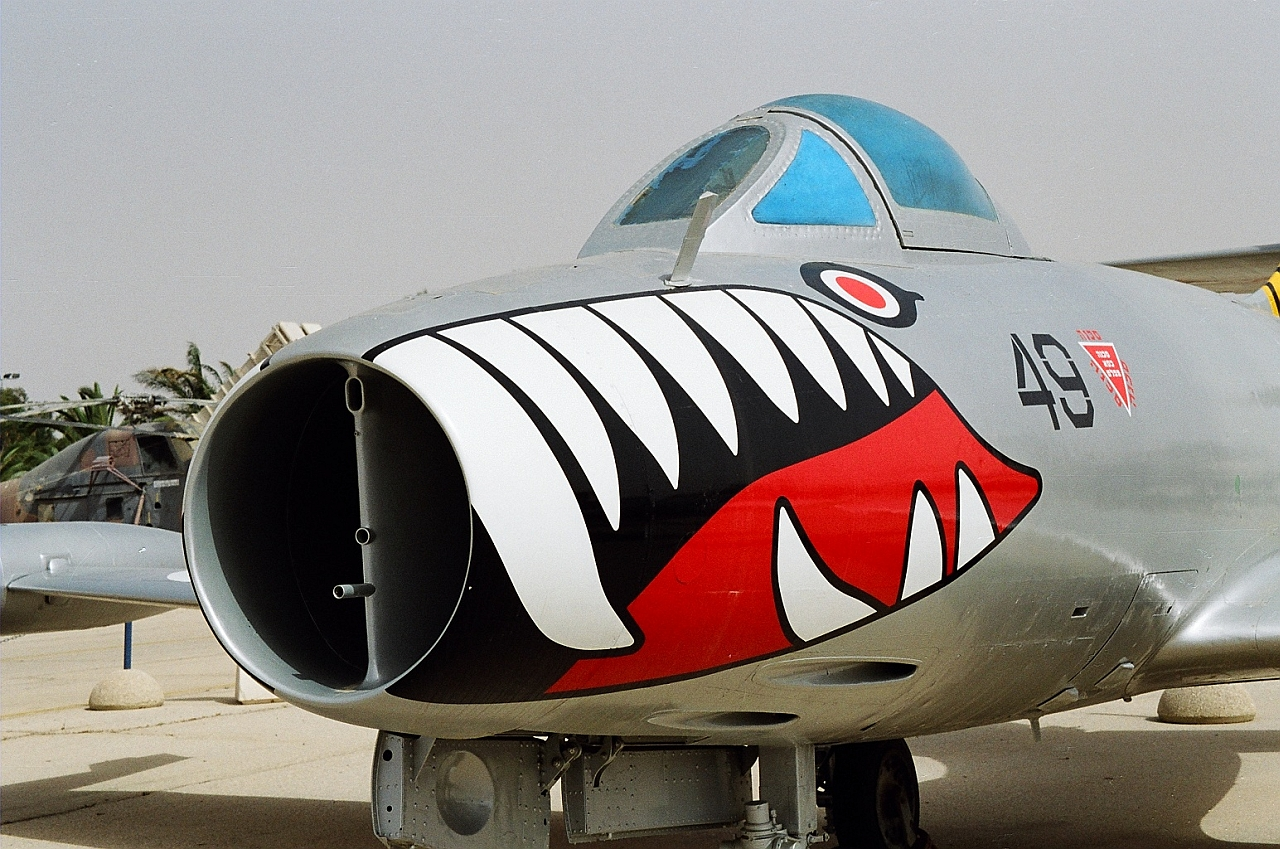
Ouragan na základně Chacerim

Oproti Francii a Indii byl Izrael nadšeným uživatelem tohoto typu, který Izraelské letectvo hodnotilo velice kladně. Izraelské letectvo hledalo letoun dostatečně výkonný k tomu, aby se mohl postavit v okolních zemích zaváděným MiGům-15 s šípovým křídlem. Uvažovalo se jak o francouzských Dassault Mystère, tak kanadských Canadair Sabre (variantě amerického North American F-86 Sabre). Vývoj letounů Mystère se však zpozdil a Kanada na nátlak USA od prodeje 24 Sabrů odstoupila. Nakonec byla objednána modernější verze Dassault Mystère IVA a jako dočasné řešení byl zvolen nákup už ne zcela moderních Ouraganů. Izrael v lednu 1955 odebral 24 Ouraganů vyřazených od 4. a 12. eskadry francouzského letectva a v následujícím získal ještě 6 kusů. Letouny byly zařazeny do stavu 113. perutě Chel' Ha Avir sídlící na letišti Chacor.
Prvního vítězství izraelský Ouragan dosáhl 12. dubna 1956, kdy jeho pilot sestřelil egyptský De Havilland Vampire. Počátkem suezské krize, dne 29. října 1956, izraelské Ouragany sestřelily další čtyři egyptské Vampiry. Dva zdokumentované souboje Ouraganů s egyptskými letouny MiG-15, které měly podobný motor, dopadl v obou případech poškozením Ouraganu. První letoun utrpěl několik zásahů z kanónu ráže 37 mm, ale druhý den opět létal, zatímco druhý byl ve vzdušném souboji těžce poškozen. Špatně vycvičení egyptští piloti nakonec nevyužili lepších výkonů svých strojů (především v rychlosti a stoupavosti). Dne 31. října 1956 dvojice Ouraganů prudce napadla neřízenými střelami a kanóny egyptský eskortní torpédoborec Ibrahim-el-Awal (ex-HMS Mendip) třídy Hunt, což vedlo až k jeho zajetí. Během Suezské krize (Operace Kadesh) byl letoun používán především pro podporu pozemních jednotek a žádný z nich nebyl ve válce ztracen.
Po suezské krizi bylo do Izraele dodáno dalších 51 Ouraganů. Ouragany bojovaly také v šestidenní válce v roce 1967, kde byly opět používány k bitevním akcím. V šestidenní válce byly ztraceny čtyři letouny. Poslední Ouragany byly z bojových útvarů staženy v lednu roku 1973. V roce 1975 prodalo Izraelské letectvo 18 Ouraganů do Salvadoru, kde létaly až do konce 80. let.

### Salvador

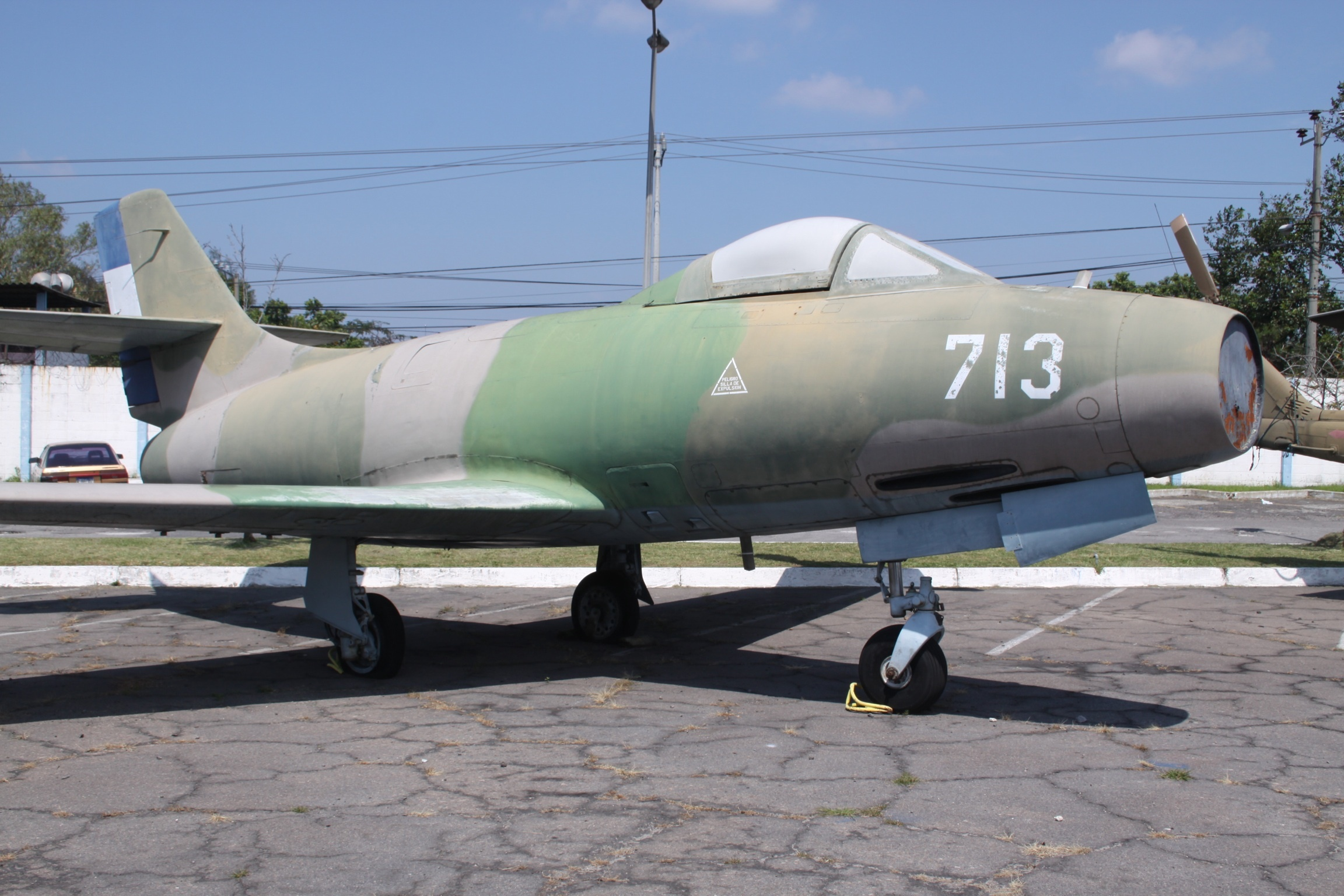
Salvadorský Dassault Ouragan

Bezprostředně po skončení fotbalové války v roce 1969 se Salvador pokusil o modernizaci svého letectva. Jelikož na dodávky amerických zbraní bylo vyhlášeno embargo, v roce 1975 zakoupil Salvador 18 kusů vyřazených izraelských Ouraganů. Ouragany byly používány během občanské války v Salvadoru, která se odehrávala v letech 1980–1992. Letouny tehdy operovaly především z letiště Ilopango, které je poblíž hlavního města San Salvador. Protože Salvador je velice malá země a letounům zde stačil jen malý dolet, Ouragany zde obvykle nenesly nádrže na koncích křídla. Upřednostněno bylo větší bojové zatížení.
Dne 27. ledna 1985 bylo několik Ouraganů zničeno na zemi při útoku revolučních Farabundo Martí National Liberation Front (FMLN), což uspíšilo hledání jejich náhrady. Tou se nakonec stal americký typ Cessna A-37 Dragonfly, jehož dodání umožnilo zrušení amerického zbrojního embarga za prezidenta Ronalda Reagana. Zbylé letouny byly vyřazeny koncem války.

## Dochované kusy

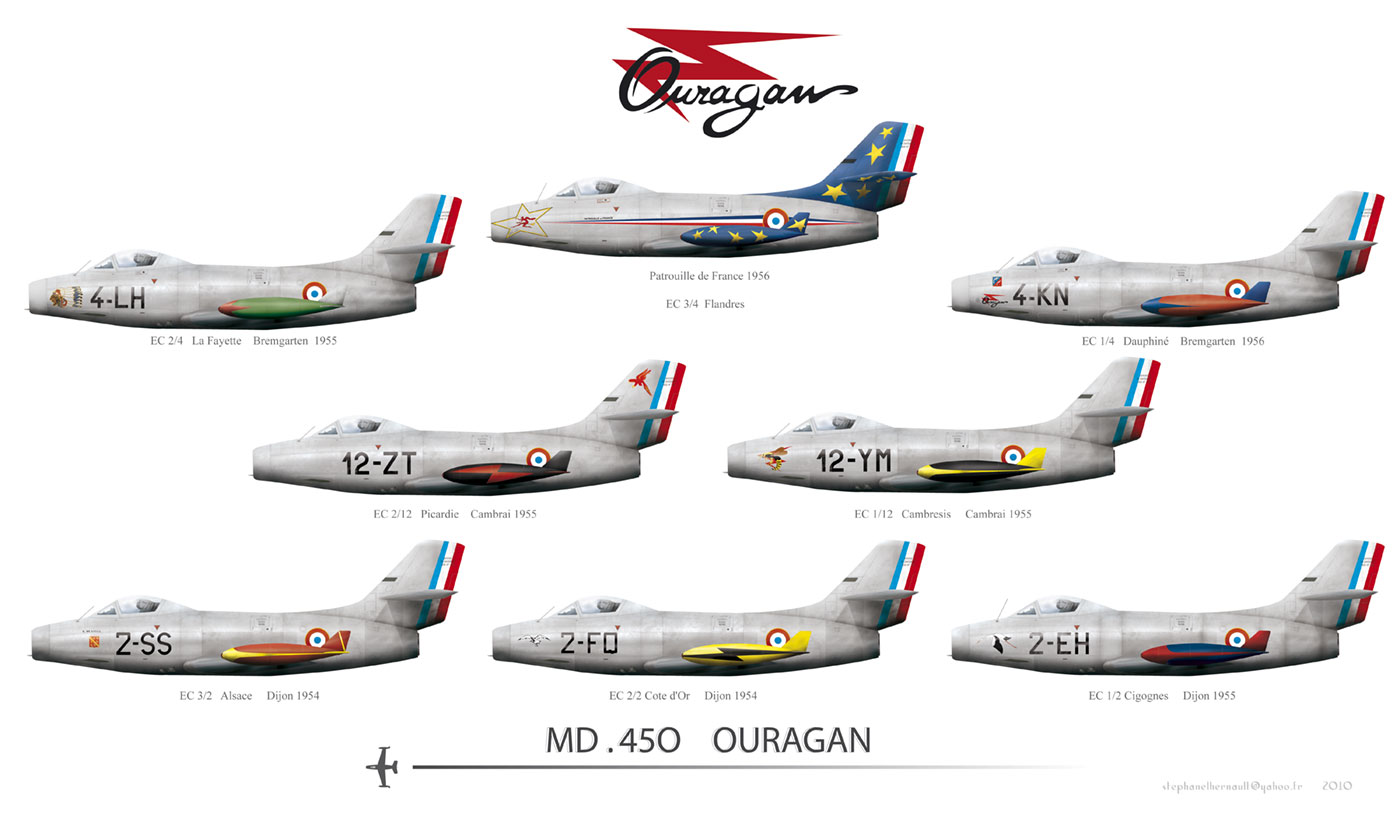
Dassault MD 450 Ouragan Armée de l'Air

Řada Ouraganů se dodnes dochovala, a to především ve Francii.
- Dva Ouragany (čísla 251 a 450/4-US) se nacházejí v kolekci na francouzském zámku Savigny-lès-Beaune.
- Ouragan s číslem 154 se nachází v Muzeu letectví a kosmonautiky na pařížském letišti Le Bourget.
- Ouragan s číslem 214, v barvách akrobatické skupiny Patrouille de France, je vystaven v Musée Européen de l'Aviation de Chasse v Montélimaru.
- Izraelský Ouragan s číslem 113 vlastní Muzeum izraelského vojenského letectva.
- Ouragan s označením IC 554 v Indian Air Force Museum ve městě Palam u Nového Dillí.
- Jeden salvadorský Ouragan je vystaven na podstavci na letišti Ilopango.

## Varianty
- M.D.450A − prvních 50 sériových kusů, motor Nene 102.
- M.D.450B − hlavní sériová verze. Silnější motor Hispano-Suiza Nene 104B, dvoudílný kryt přední podvozkové nohy místo původního čtyřdílného, který se snadno poškodil při střelbě kanónů.
- M.D.450R − průzkumná varianta, 1 kus.
- M.D.450-30L − předsériový prototyp s motorem SNECMA Atar 101b a vstupy vzduchu na bocích trupu a dvěma 30mm kanóny DEFA.
- Barougan − čtyři sériové stroje (výr. č. 140, 223, 225 a 336) byly upraveny pro provoz z polních letišť. Podvozek měl dvě kola s pomocnými ocelovými lyžemi, u kterých byl použit nízký tlak a letoun měl i brzdicí padák. Na trupu přibyly závěsy startovacích raket a další dva brzdicí štítky. Tato verze byla určena pro využití v Alžírsku. Prototyp Barouganu poprvé vzlétl 24. února 1954. Sériová výroba ale i přes dobré výkony nezačala a dva kusy byly později přestavěny zpět do standardní podoby.

## Uživatelé

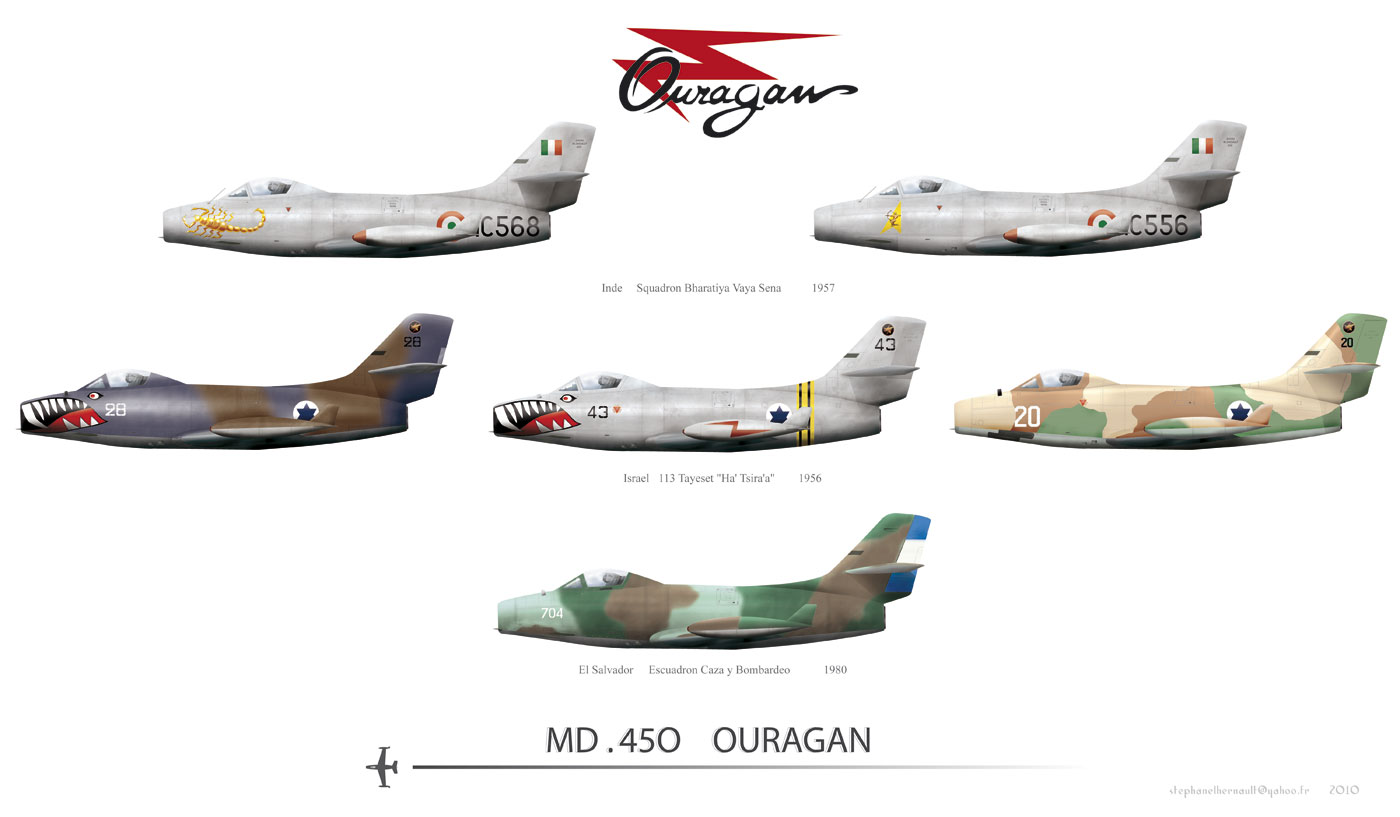
Dassault MD 450 Ouragan, v bravách Indie, Izraele a Salvadoru

- Francie
  - Francouzské letectvo
- Indie
  - Indické letectvo
- Izrael
  - Izraelské vojenské letectvo
- Salvador
  - Salvadorské letectvo

## Specifikace (M.D.450B)

### Technické údaje
- Posádka: 1 (pilot)
- Rozpětí: 13,39 m (s příd. nádržemi)
- Délka: 10,74 m
- Výška: 4,14 m
- Nosná plocha: 23,40 m²
- Hmotnost prázdného letounu: 4142 kg
- Vzletová hmotnost: 7404 kg
- Max. vzletová hmotnost: 7900 kg

### Výkony
- Mezní rychlost: Mach = 0,82
- Maximální rychlost:
  - 930 km/h na úrovni hladiny moře
  - 850 km/h v 9000 m
- Cestovní rychlost: 750 km/h
- Dostup: 13 000 m
- Počáteční stoupavost: 36 m/s
- Dolet: 720–1300 km (podle výšky letu)
- Akční rádius: 450 km
- Délka vzletu (přes 15 m překážku): 783 m
- Délka přistání (přes 15 m překážku): 910 m
- Pohonná jednotka:1 × proudový motor Rolls-Royce Nene 104B (104C, 104D)
- Výkon motoru: 22,24 kN

### Výzbroj
- 4 × 20mm kanón Hispano-Suiza HS-404, popř. M-50 (125 nábojů na hlaveň)
- max. 1000 kg pum, či jiné podvěšené výzbroje
  - Varianty podvěšené výzbroje:
  - 16 × 105 mm neřízených střel Brandt T-10
  - 8 × 105 mm rakety Brandt T-10
  - 2 pumy o hmotnosti do 500 kg (každá) nebo dvě zápalné pumy s napalmem